# 湛阪之战
湛阪之战，周灵王十五年（前557年），晋国中军将荀偃率军在楚国湛阪（今河南省平顶山市北）击败楚军的作战。

## 经过
前557年春，许灵公是楚国附庸国许国（今河南叶县西南）的国君，因为他发现楚国在与晋国争夺对中原控制权的较量中已处下风。于是派人出使晋国，请求迁都到晋国控制地区内，得到晋平公允许。但是许灵公背楚附晋的做法，遭到许国大夫的反对，北迁没有成功。夏，晋中军将荀偃率军会同郑国郑简公、子蟜、鲁国叔老、卫国宁殖等率领军队南下攻许。进至许地函氏（今河南叶县北）后，荀偃辞退诸侯军队，独率晋军南下攻打楚国，以报复前561年冬楚国、秦国攻宋国杨梁之战。楚康王派遣大夫公子格领兵北上迎敌。两军战于湛阪，楚軍大败。晋军乘胜南进，到达楚国北部重镇方城（今河南叶县南）以北一带，回师经过许国返回晋国。